# Cirknica
Cirknica je naselje v Občini Šentilj.
Cirknica se prvič omeni (Circunitz) v nedatirani menjalni listini med šentpavelskim opatom Wecelinom in mejnim grofom Engelbertom II. Spanheimskim, zapisani med letoma 1106 in 1124.